# Romel Quiñónez
Romel Javier Quiñónez Suárez (Santa Cruz de la Sierra, 25 de junho de 1992) é um futebolista profissional boliviano que atua como goleiro, atualmente defende o Bolivar.

## Carreira
Romel Quiñónez se profissionalizou no Bolivar.

## Seleção
Romel Quiñónez integrou a Seleção Boliviana de Futebol na Copa América de 2015 e 2016.